# Francisco Velázquez Vaca
Francisco Velázquez Vaca (Ponferrada, 1603-ibidem, 1661) fue un pintor barroco español. 

## Biografía

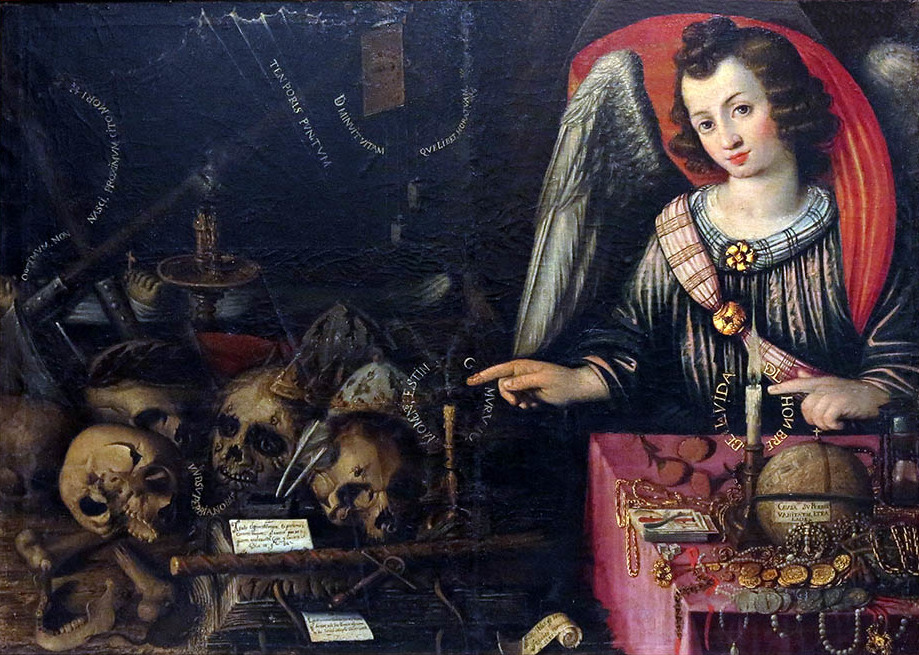
Vanitas con ángel admonitorio (1639), Convento de San Quirce y Santa Julita, Valladolid

Nació en Ponferrada en 1603, hijo del también pintor Francisco Antonio Fernández Velázquez y de Antonia de Mondravilla Vaca, igualmente de una familia de pintores. Su aprendizaje debió ser probablemente en el taller familiar. En 1628 aparece documentado en Granada, donde probablemente amplió su formación. En 1634 consta como activo en Valladolid, donde dos años más tarde ejecutó un conjunto de los Padres de la Iglesia en cuatro pechinas de la capilla de Nuestra Señora de los Ángeles de la iglesia de San Andrés, de las que solo se conservan las de san Jerónimo y san Gregorio. En 1639 realizó para el convento vallisoletano de San Quirce dos lienzos de vanitas: Vanitas con ángel admonitorio y Vanitas (Morirás bella Isabela).
En 1640 regresó a Ponferrada, donde se casó con Isabel de Valcárcel y Tapia, de la pequeña nobleza local. Su actividad se centró en retablos para iglesias de la comarca del Bierzo, de los que también se encargaba del dorado y estucado, lo que le proporcionó unas ganancias que le permitieron vivir holgadamente. Entre sus obras se encuentran los retablos de la basílica de la Virgen de la Encina, de las iglesias de Cacabelos, Albares de la Ribera, Bembibre, Campo, Cubillos del Sil, Salas de los Barrios y Castropodame, así como la Virgen del Rosario de la colegiata de Villafranca. También participó en los retablos de la iglesia del Salvador de La Bañeza, Santiago de Compostela y Monforte de Lemos. Se le conocen ciento cincuenta cuadros, once retablos, cuatro custodias y una docena de tallas policromadas. La mayoría de sus obras fueron religiosas, pero también practicó el retrato y el paisaje.
Tras enviudar en 1659 contrajo segundas nupcias. Falleció en 1661 en su casa de Ponferrada, heredada de su primera esposa.

## Obra

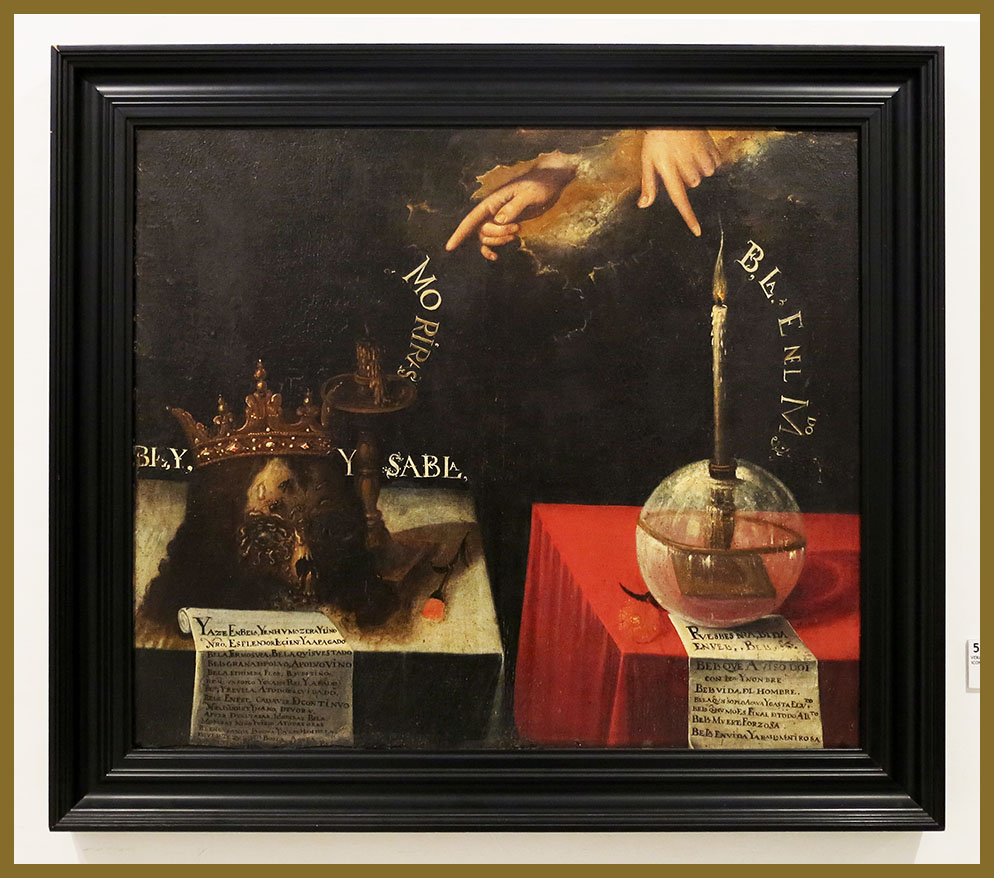
Vanitas (Morirás bella Isabela) (1639), monasterio de San Quirce, Valladolid

Su obra más relevante es Vanitas con ángel admonitorio (1639, monasterio de San Quirce, Valladolid), del género vanitas, un tipo de bodegón que hace referencia a la fugacidad de la vida y la inevitabilidad de la muerte. Es un buen ejemplo de este género no tanto por su calidad técnica pero sí por su riqueza iconográfica. En esta obra, un ángel admonitorio señala con las manos dos velas situadas en dos mesas contrapuestas: una con joyas, monedas, flores, dados, cartas de naipes y un globo terráqueo con una cartela donde pone Causa superbis vanitatis et falacie, además de un reloj de arena y una vela encendida con la inscripción «Breve es la vida del hombre»; y otra con cinco cráneos y diversos huesos, además de libros viejos, armas, plumas, tiaras, una corona de oro y otra de laurel, una vara de mando y una vela apagada con el mensaje «Estinguimur uno momento», mientras que al fondo aparece un ataúd con el cadáver de un religioso amortajado con la inscripción Optimun non nasci, proximo cito mori («mejor no nacer llegando tan rápida la muerte»). También hay varias cartelas con distintos mensajes, como «A todo el género humano esperamos como estamos, que con esto pasará cuanto en el mundo corre y correrá. Dios os guarde» y «Letras y armas, corona y ermosura, que destrozado ves de aquesta suerte, todo lo acaba el soplo de la muerte». Al fondo, en la pared, hay un reloj de pesas con la frase Diminui vitam quelibet hora tuam. Son los objetos asociados a los placeres y la riqueza frente al destino inexorable de la muerte, simbolizados por la vela encendida y la apagada que señala el ángel. Cabe señalar también el distinto tratamiento lumínico, la luminosidad del lado derecho, donde se sitúa el ángel y la mesa de la vida, frente a la oscuridad de la mesa dedicada a la muerte.
Del mismo año y destinación es el cuadro Vanitas (Morirás bella Isabela), alusivo a Isabel de Portugal, en el que también contrapone dos mesas, una con un cráneo con corona y otra con una bola de cristal, e igualmente dos velas, una encendida y otra pagada, y dos manos de ángel señalando.